# 傑佛遜鎮區 (北卡羅萊納州吉爾福德縣)
傑佛遜鎮區（英語：Jefferson Township）是位於美國北卡羅萊納州吉爾福德縣的一個鎮區。

## 地方資料
傑佛遜鎮區的面積為128.98平方千米，皆為陸地。根據2020年美國人口普查的數據，當地共有人口10991人，而人口密度為每平方千米85.21人。